# Слов'янський базар
Міжнаро́дний фестива́ль мисте́цтв «Слов'я́нський база́р у Вітебську» (біл. Славянскі Базар у Віцебску) — музичний і мистецький фестиваль, який щорічно проводиться у Вітебську з 1992 року. В 2000 році фестиваль «Слов'янський базар» відбувся в Києві.

## Історія
Свою історію фестиваль «Слов'янський базар», що проходить у Вітебську, веде з 18 липня 1992 року. Біля витоків фестивалю стояли три держави — Білорусь, Росія і Україна. У перший рік організатори переслідували досить скромні цілі: ознайомити вітебського глядача з пісенною творчістю слов'янських країн. Досвід першого «Слов'янського базару» показав, що інтерес до цієї творчості великий і що фестивальні рамки повинні охоплювати не тільки пісенне мистецтво.
У 1993 році музичний фестиваль «Слов'янський базар» став членом Міжнародної Федерації організаторів фестивалів (FIDOF). На флагштоку фестивалю в 1993 році вперше з'явилися прапори Болгарії, Киргизстану, Литви, Словаччини, Туреччини, Союзної Республіки Югославія. У 1994 році вперше на фестивалі в будівлі Білоруського державного академічного драматичного театру імені Коласа відкрився Центр національних культур. Саме там відбулися концерти національних делегацій, заходи, присвячені Дням культури Білорусі, Росії, України, Болгарії, Польщі.
З 1995 року «Слов'янський базар» став називатися Міжнародним фестивалем мистецтв. Вперше в рамках фестивалю демонструвалася велика програма фільмів слов'янського кіно, присвячена віковому ювілею світового кінематографа. Вперше на фестиваль приїхали представники Кіпру, Нідерландів, Греції, Узбекистану і Швейцарії.
У 1996 році Міжнародний фестиваль «Слов'янський базар» став членом міжнародної Євроазіатської асоціації творців фестивалів.
У 1998 році фестиваль у Вітебську став міждержавним культурологічним проектом Союзу Росії і Білорусі. З цього року Міжнародний фестиваль мистецтв став називатися «Слов'янський базар у Вітебську». Сама назва стала підкреслювати його приналежність вітебській землі.
Концепція фестивалю в 1999 році відображала тему зміцнення Союзу Білорусі і Росії. День Білорусі на «Слов'янському базарі у Вітебську» став одночасно і торжеством відкриття свята, а День Росії — його завершенням.
У 1999 році мерія Києва ухвалила розпорядження про проведення ІХ Міжнародного фестивалю мистецтв «Слов’янський базар» у столиці України. Фестиваль-конкурс відбувався 6-10 вересня 2000 року.  Безпосереднім організатором і президентом заходу, в якому взяли участь виконавці як зі слов’янських, так і з інших країн, був знаний далеко за межами України композитор Олександр Злотник. Журі очолював його співавтор – легендарний французький композитор Мішель Легран, а членами були, зокрема,  Роберто Лоретті, Тамара Гвердцителі, Роза Римбаєва, Микита Богословський, Юрій Рибчинський. Уперше було присуджено два Гран-прі – грузинові Дато Худжадзе і китаянці Фен Руїлі. Резонансною подією став концерт Мішеля Леграна і Тамари Гвердцителі в Палаці «Україна». 
У 2000 році на «Слов'янський базар у Вітебську» з'їхалися представники всіх слов'янських народів, що живуть на Землі. Вперше на фестивалі відбувся концерт авторської пісні.
У 2003 році на XII фестивалі мистецтв вперше був проведений День Союзної держави Білорусі і Росії. Відтоді він став традиційним. Тоді ж вперше пройшло Свято слов'янської поезії, організоване за ініціативою групи білоруських авторів. В рамках фестивалю пройшов перший Міжнародний дитячий музичний конкурс. Зародилася на фестивалі і ще одна традиція: вперше його програма вийшла за рамки Вітебська. Концерти гостей і учасників цього свята мистецтв пройшли у всіх обласних центрах і в Мінську.
У 2004 році в рамках Міжнародного фестивалю мистецтв «Слов'янський базар у Вітебську» вперше пройшов Міжнародний молодіжний форум, в якому взяли участь представники молодіжних організацій з семи країн.
Важливою особливістю фестивалю 2006 року стало те, що одночасно з ювілеєм Міжнародного фестивалю мистецтв «Слов'янський базар у Вітебську» святкувалося п'ятнадцятиріччя незалежних держав Білорусі, Росії і України.
У 2007 році у Вітебську вперше виступили артисти з Африки.
У 2010 році був проведений XIX фестиваль у Вітебську, що проходив з 9 по 15 липня. За підсумками двох конкурсних днів Гран-прі фестиваля присуджений Даміру Кеджі з Хорватії. Першу премію отримав співак з Грузії Лаша Рамишвілі; другу поділили конкурсантка з Вірменії Анаіт Шахбазян і Інна Воронова з України; третю — Дінара Султангалієва з Казахстану, Денис Вершенко з Білорусі і Йоце Панов з Македонії. Вперше в цьому році на музичний форум приїхали представники Чорногорії, Панами, Куби.

## Переможці (гран-прі) пісенного конкурсу
- 1992 Берест Олекса,  Україна
- 1993 Таїсія Повалій,  Україна
- 1994 Олександр Пономарьов,  Україна
- 1995 Filip Zmaher,  СР Югославія
- 1996 Руслана,  Україна
- 1997 Світлана Славкович,  СР Югославія
- 1998 Рафаель,  Ізраїль
- 1999 Желько Йоксимович,  СР Югославія
- 2000 Тодор „Тоше" Проєски,  Північна Македонія
- 2001 Теона Дольникова,  Росія
- 2002 Зікі,  СР Югославія
- 2003 Максим Сапацков (Макс Лоренц),  Білорусь
- 2004 Петр Єлфімов,  Білорусь
- 2005 Поліна Смолова,  Білорусь
- 2006 Оксана Богословська,  Росія
- 2007 Наталя Краснянська,  Україна
- 2008 Донатас Монтвідас,  Литва
- 2009 Дмитро Даниленко,  Росія
- 2010 Дамір Кеджі,  Хорватія
- 2017 Влад Ситнік  Україна

## Організація
Найвищим органом фестивалю є Організаційний комітет. До складу Оргкомітету входять визначні політики, діячі культури і мистецтва трьох слов'янських держав — Білорусі, Росії, України.
Програма фестивалю включає Міжнародний конкурс молодих виконавців естрадної пісні; Міжнародний дитячий музичний; гала‑концерти майстрів мистецтв Білорусі, Росії і України, концертні програми «зірок» естради і інше.

## Символіка
Логотипом фестивалю є графічне зображення квітки волошки (традиційної для слов'янських народів), що розташована на нотному стані і закриває його. На лінійках нотного стану, символізуючих музичні напрями в мистецтві, розташовується словесний логотип «Слов'янський базар у Вітебську» білоруською мовою, що визначає постійне місце проведення даного фестивалю. Назва фестивалю повторюється на російській і англійській мовах, розташовуючись по колу навколо фестивального знаку.
Фестивальний девіз: «Через мистецтво — до світу і взаєморозуміння!». У цьому гаслі поміщені основоположні ідеї Міжнародного фестивалю мистецтв «Слов'янський базар у Вітебську». Це звернення до всіх учасників фестивалю, заклик до світу, гармонії і досконалості.
Фестивальний прапор є полотнище білого кольору з багатоколірним фестивальним знаком в центрі.